# Bosporos Rupes
Bosporos Rupes es el nombre de una falla geológica sobre la superficie de Marte. Avernus Rupes está localizada con el sistema de coordenadas centrados en -39.3 grados de latitud Norte y 305.68° de longitud Este. El acantilado es rectilíneo y diagonal rodeando el borde Noroeste de la prominente llanura marciana Argyre Planitia.
El nombre fue aprobado por la Unión Astronómica Internacional en 1976 y hace referencia a la característica de albedo homónima, que toma el nombre del estrecho del Bósforo, en Turquía.